# Acción de Ontígola
La acción de Ontígola fue un enfrentamiento bélico entre los ejércitos español y francés, ocurrido el 18 de noviembre de 1809 en las cercanías de la villa de Ontígola, durante la Guerra de la Independencia (1808-1814). La parte francesa estaba dirigida por los mariscales de campo Víctor y Sebastiani a las órdenes del Mariscal Soult, y la española por el General Aréizaga. Este enfrentamiento resultó ser el mayor entre regimientos de caballería de toda la guerra.

## Antecedentes
Aréizaga, con un ejército de 60.000 hombres, tenía la misión de dirigirse desde Sierra Morena hacia Madrid. Tras varias jornadas de marcha llegan a Ocaña el 11 de noviembre. Tras sopesar la idea de seguir o no su avance directamente hacia Aranjuez, donde se encontraba concentrado el ejército francés, decidió retroceder hasta Villamanrique de Tajo, desde donde el 15 de noviembre intentó cruzar el Tajo. Su idea era la de lanzar la ofensiva a través de Arganda del Rey y sorprender de este modo a los franceses.
Las inclemencias meteorológicas malograron las ideas de Aréizaga. Una fuerte tormenta y la posterior crecida de las aguas del Tajo imposibilitaron un avance rápido, por lo que el ejército tuvo que permanecer en Santa Cruz de la Zarza hasta el 18 de noviembre. Este retraso permitió a Soult conocer las intenciones de Aréizaga, concentrando  en la margen derecha del Tajo los batallones de Víctor, Sebastiani, Milhaud y París, frente al ejército español.

## Entrada en combate
París y Milhaud que había cruzado el Tajo por Aranjuez con ocho regimientos, unos 3.000 jinetes, se encontraron con dieciséis regimientos del ejército español, unos 4.000 jinetes, al mando del Duque de Rivas y March. En un principio el desenlace fue favorable a la caballería española, celebrándose especialmente la labor del regimiento de Pavía, los Guardias de Corps y los Voluntarios de Madrid. Sin embargo, los franceses se encontraban tácticamente mejor posicionados, lo que les permitió replegar a la caballería española que sería perseguida, en confuso desorden, hasta las inmediaciones de Ocaña. En esta zona se encontraba el regimiento de Zayas que acudió rápidamente a prestar ayuda, consiguiéndose rechazar a los perseguidores. Las tropas españolas se retiraron a Ocaña, mientras que las francesas acamparon en Ontígola esa misma noche. Nicomedes Pastor
Díaz y Francisco de Cárdenas describen así el final de la batalla: «Cerró triste y negra la noche: los nuestros en confuso desorden se retiraron á Ocaña donde estaba ya el grueso del ejército y los franceses con pérdida de su general se replegaron sobre Antígola quedando por unos y otros abandonado el campo de batalla cubierto de cadáveres». Al día siguiente tendría lugar la decisiva batalla de Ocaña.

## Bajas
En el bando español cayeron 80 prisioneros y varios centenares de muertos y desaparecidos. Entre estos últimos se hallaba Ángel de Saavedra, hermano del Duque, que en un principio se le dio por muerto. Por la parte francesa perecieron un centenar de hombres, entre ellos el general París que murió a manos del cabo Vicente Manzano.